# 46 î.Hr.
Anul 46 î.Hr. (XLVI î.Hr.) a fost ultimul an al calendarului roman.

## Evenimente
- Bătălia de la Tapsus. Bătălie decisivă în Africa de Nord în timpul războiului civil roman, între Iulius Cezar și Pompei (Cneus Pompeius Magnus).

## Nașteri
- 23 iunie: Ptolemeu al XV-lea  (d. 30 î.Hr.)
- dată necunoscută: Publius Quinctilius Varus  (d. 9)
- dată necunoscută: Antipater (fiul lui Irod cel Mare)  (d. 4 î.Hr.)

## Decese
- aprilie: Cato cel Tânăr (Marcus Porcius Cato Uticensis), politician și om de stat roman (n. 95 î.Hr.)